# Rotundaria tuberculata
Rotundaria tuberculata је шкољка из реда Unionoida и фамилије Unionidae.
Ова врста је 2012. године пребачена из рода Cyclonaias у род Rotundaria на основу генетског доказа.

## Угроженост
Ова врста је на нижем степену опасности од изумирања, и сматра се скоро угроженим таксоном.

## Распрострањење
Ареал врсте је ограничен на једну државу. 
Сједињене Америчке Државе су једино познато природно станиште врсте.

## Станиште
Станиште врсте су слатководна подручја.